# Municipio de Hanover (condado de Shelby)
El municipio de Hanover (en inglés: Hanover Township) es un municipio ubicado en el condado de Shelby en el estado estadounidense de Indiana. En el año 2010 tenía una población de 2283 habitantes y una densidad poblacional de 32,25 personas por km².

## Geografía
El municipio de Hanover se encuentra ubicado en las coordenadas 39°39′28″N 85°40′37″O / 39.65778, -85.67694. Según la Oficina del Censo de los Estados Unidos, el municipio tiene una superficie total de 70.78 km², de la cual 70.47 km² corresponden a tierra firme y (0.45%) 0.32 km² es agua.

## Demografía
Según el censo de 2010, había 2283 personas residiendo en el municipio de Hanover. La densidad de población era de 32,25 hab./km². De los 2283 habitantes, el municipio de Hanover estaba compuesto por el 98.12% blancos, el 0.09% eran afroamericanos, el 0.39% eran amerindios, el 0.09% eran asiáticos, el 0.04% eran isleños del Pacífico, el 0.35% eran de otras razas y el 0.92% pertenecían a dos o más razas. Del total de la población el 1.27% eran hispanos o latinos de cualquier raza.